# Arboreto de Arco
El Arboreto de Arco (en italiano: Arboreto di Arco) es un arboreto y jardín botánico de 1 hectárea de extensión, que se encuentra en Arco, Italia. 

## Localización
Arboreto di Arco, en Viale delle Palme, 1, Arco, Provincia di Trentino, Trentino-Alto Adige, Italia.45°55′0″N 10°53′0″E / 45.91667, 10.88333
Está abierto al público todos los días del año. 

## Historia
El arboreto fue creado en 1872 por el archiduque Alberto Federico de Austria-Teschen, en los terrenos de su villa, no lejos del Lago Garda. 
El arboreto fue remodelado en 1964 como paisajes en miniatura, reconstruyendo el medioambiente natural de las plantas, y en 1993 llega a formar parte del "Museo Tridentino di Scienze Naturali".

## Colecciones
Sus colecciones incluyen unas 150 especies de plantas procedentes de todo el mundo, cada una de ellas con una placa con su nombre binominal en latín, familia vegetal, nombre común, y área de origen.
Las principales regiones de donde provienen las especies son: Europa Meridional y Central, Asia Oriental, América Septentrional, Central y Meridional, África, Australia.